# أمواج هادئة (مسلسل)
أمواج هادئة هو مسلسل درامي إماراتي. من تأليف موسى أبو عبد الله وإخراج حسن أبو شعيرة وإنتاج قناة الشارقة الفضائية. بث لأول مرة عام 2005.